# Ouragan sur le Caine
Pour les articles homonymes, voir Mutiny et Ouragan sur le Caine (roman).
Pour plus de détails, voir Fiche technique et Distribution.
Ouragan sur le Caine (The Caine Mutiny) est un film de procès américain en Technicolor réalisé par Edward Dmytryk, sorti en 1954.
Il est adapté du roman éponyme publié en 1951, qui fut un succès de librairie et se vit couronné par le prix Pulitzer fiction 1952, avec quelques modifications qui permirent d'obtenir une autorisation de tournage sur des bâtiments de la marine de guerre américaine.

## Synopsis
Pendant la Seconde Guerre mondiale, le capitaine de corvette Queeg, remplace le capitaine de corvette DeVriess. Le  Caine est un destroyer de la classe Benson équipé pour le dragage des mines. Son nouveau commandant a un comportement inquiétant, sur lequel l'officier chargé des transmissions Keefer, écrivain mobilisé, attire discrètement l'attention des autres officiers et en particulier celle du lieutenant de vaisseau Maryk, officier en second du Caine : le commandant , selon lui, s'inquiète davantage de la bonne tenue de son équipage que de la valeur opérationnelle du bâtiment qu'il commande. Par exemple, au cours du remorquage d'une cible (en vue de tirs d'entraînement par l'escadre), il apostrophe un matelot pour sa tenue débraillée et néglige la manœuvre en cours au point de ne pas voir que le bateau, alors en pleine giration, faute d'ordre de redresser la barre donné en temps opportun, coupe l'amarre de la cible. Par ailleurs, lors des moments de tension, le commandant a le geste machinal de jouer avec deux billes d'acier qu'il entrechoque dans sa main droite. Une tentative anodine d'humour de sa part ("Lorsque j'étais dans le Pacifique, j'avais l'impression que les Japonais m'en voulaient personnellement") dans une réunion consterne les officiers, qui pensent y voir la confirmation d'une paranoïa de sa part. Lors d'un typhon, en plein océan, entre San Francisco et Pearl  Harbor, Queeg perd tout contrôle de lui-même et semble complètement dépassé par la situation. Par son indécision, il met son navire et son équipage en péril de mort. Maryk, qui est un officier discipliné, après avoir réfléchi aux mises en garde de Keefer, relève Queeg de son commandement et donne les ordres appropriés pour éviter le naufrage du "Caine" 
Une fois à terre, il est traduit devant un conseil de guerre et accusé de mutinerie, bien qu'il ait apparemment sauvé l'équipage. La question devient : Maryk est-il un héros, ou s'est-il simplement fait manipuler par Keefer ? « Je préférerais avoir le rôle du procureur », lui confie l'avocat qui lui est commis d'office. Lors de ce conseil de guerre, le capitaine de corvette Queeg comparaît à la barre et est interrogé par l'avocat de la défense. Au fil des questions, le Queeg perd de plus en plus visiblement ses moyens. Ainsi, lorsqu'il est interrogé par le juge, il ne peut s'empêcher de ressortir ses fameuses billes d'acier pour les entrechoquer. Le tribunal juge en fin de compte que l'acte de Maryk était fondé et il est acquitté. Quelque temps plus tard, les officiers du Caine qui soutenaient Maryk célèbrent avec lui cet acquittement. Keefer se joint à eux et présente des excuses à Maryk pour ne pas l'avoir soutenu par crainte de représailles ultérieures et Maryk les accepte. L'avocat arrive sur ces entrefaites, éméché et amer et prend fortement Keefer à partie, puis demande à Maryk si le commandant Queeg ne lui avait pas demandé aussi de l'aider. À la surprise générale, la réponse de celui-ci est affirmative. Queeg restait en effet traumatisé par ce qu'il avait vécu lors de combats dans le Pacifique. Sa tentative de boutade, disant qu'il avait fini par croire que les Japonais lui en voulaient personnellement, avait été perçue à tort comme un signe de paranoïa en raison du biais cognitif suscité en eux par Keefer. Les officiers du Caine se séparent, n'ayant pas apporté leur assistance à Queeg faute de percevoir sa détresse. Ils quittent alors la salle, se reprochant visiblement leur comportement qui a discrédité sur des bases infimes leur ancien supérieur.
A la fin du film, nous retrouvons l'enseigne de vaisseau Keith accompagné de son épouse. il est heureux d'embarquer sur un destroyer moderne de la classe "Gearing", sous le commandement de DeVriess, promu capitaine de frégate.

## Fiche technique
- Titre : Ouragan sur le Caine
- Titre original : The Caine Mutiny
- Réalisation : Edward Dmytryk, assisté d'Irving J. Moore (non crédité)
- Scénario : Stanley Roberts, d'après le roman de Herman Wouk, Prix Pulitzer de la fiction 1952
- Production Stanley Kramer
- Société de production : Stanley Kramer Productions
- Musique : Max Steiner
- Photographie : Franz Planer
- Montage : Henry Batista et William Lyon
- Direction artistique : Cary Odell et Rudolph Sternard
- Décors de plateau : Frank Tuttle
- Costumes : Jean Louis Berthauldt
- Pays de production :  États-Unis
- Format : couleurs Technicolor — 35 mm — 1,37:1 — son : mono
- Genre : drame psychologique, guerre, film de procès
- Durée : 124 min
- Dates de sortie : 
  - États-Unis : 24 juin 1954
  - France : 1er octobre 1954
- Affiches : Cyril Arnstam, Guy-Gérard Noël (France)

## Distribution
- Humphrey Bogart (VF : Jean Martinelli) : lieutenant-commander Philip Francis Queeg
- José Ferrer (VF : Jean Davy) : lieutenant Barney Greenwald, avocat des mutins
- Van Johnson (VF : Yves Furet) : lieutenant Steve Maryk
- Fred MacMurray (VF : Jean-Henri Chambois) : lieutenant Tom Keefer
- Robert Francis (VF : Michel Roux) : enseigne Willis Seward Keith
- May Wynn (VF : Jacqueline Ferrière) : l'amie de Willis
- Tom Tully (VF : Camille Guérini) : commander DeVriess
- E. G. Marshall (VF : Maurice Dorléac) : lieutenant-commander Challee
- Arthur Franz : lieutenant H. Paynter Jr.
- Lee Marvin (VF : Lucien Bryonne) : "Meatball"
- Claude Akins (VF : Jean Daurand) : "Horrible"
- Warner Anderson : capitaine Blakely
- Whit Bissell : lieutenant-commander Dickson, psychiatre
- Katherine Warren : Mme Keith
- Jerry Paris : enseigne Barney Harding
- Steve Brodie : chef Budge

Acteurs non crédités :
- Herbert Anderson : enseigne Rabbit
- James Edwards (VF : Georges Aminel) : Whittaker
- Dayton Lummis : oncle Lloyd
- Barry Norton : officier du navire

## Analyse
Le lieutenant de vaisseau Tom Keefer est un personnage clé dans le film. C'est un officier de réserve mobilisé que le réalisateur nous présente également comme un intellectuel puisqu'il est écrivain. Keefer déteste son commandant et il s'oppose à son autorité. Au lieu de le confronter directement, il va progressivement et sournoisement saper son autorité, en exploitant toutes ses erreurs. Sa première victime est le jeune enseigne Keith. Keefer en créant le doute parmi les officiers finira par retourner l'ensemble de l'état-major, même le fidèle second, le lieutenant de vaisseau Maryk. Ce dernier, contrairement à Keefer, est courageux et loyal. Quand Keefer arrive à son funeste dessein, au lieu de soutenir ses collègues pour donner le coup de grâce au commandant, il les abandonne prouvant ainsi qu'il n'est qu'un lâche et un manipulateur.
Ce film a été tourné en plein maccarthysme. Le réalisateur à travers son personnage Keefer veut attirer la vigilance des Américains sur les intellectuels américains car ces derniers peuvent pervertir sournoisement, saborder la jeunesse et saper les fondements même de leur pays.

## Autour du film
- La marine américaine, estimant que le film portait atteinte à son image, refusa de coopérer à sa réalisation dans la version initialement prévue. Son concours étant indispensable, cette opposition déboucha sur un compromis qui devint le film final.
- Maurice Micklewhite a choisi son pseudonyme et est devenu l'acteur Michael Caine après avoir assisté à la projection du film.

## Récompenses et distinctions
- Nomination à l'Oscar du meilleur film, meilleur scénario, meilleure musique, meilleur montage, meilleur son, meilleur acteur pour Humphrey Bogart et meilleur second rôle masculin pour Tom Tully en 1955.
- Nomination au prix du meilleur film et meilleur acteur étranger pour José Ferrer, lors des BAFTA Awards en 1955.
- Nomination au prix du meilleur réalisateur, par la Directors Guild of America en 1955.